# Titulcia confictella
Titulcia confictella är en fjärilsart som beskrevs av Walker 1864. Titulcia confictella ingår i släktet Titulcia och familjen trågspinnare. Inga underarter finns listade i Catalogue of Life.